# Blues Pills (album)
Blues Pills è il primo album in studio del gruppo blues rock svedese omonimo, pubblicato il 25 luglio 2014 dalla Nuclear Blast, raggiungendo il quarto posto in Germania e il decimo posto in Svizzera.

## L'album
Il processo per la registrazione del disco richiese diversi mesi di tempo, il procrastinare delle registrazioni fu dovuto in parte al gruppo, spesso impegnato in lunghe tournée, e in parte per l'assenza di Don Alsterberg, loro produttore e tecnico del suono che si trovava momentaneamente impegnato in alcuni tour con altri gruppi. L'album venne registrato completamente in modo analogico, senza l'ausilio di missaggio tramite computer. Chitarra, basso e batteria furono registrati dal vivo, mentre in un secondo momento vennero aggiunte diverse tracce chitarriste e vocali tramite sovraincisione.
Sono stati girati video ufficiali per High Class Woman, Gypsy e No Hope Left For Me.
La copertina dell'album è stata realizzata dall'artista Marijke Koger-Dunham, che negli anni '60 aveva collaborato con i Beatles.
Zack Anderson, bassista del gruppo, ha sottolineato come l'equilibrio della vita sia il soggetto principale dell'album:
(Zack Anderson)

## Genesi delle canzoni
Molti dei brani presenti nel disco sono stati distribuiti precedentemente tramite EP, venendo riarrangiati per la pubblicazione dell'album. Il singolo Black Smoke venne registrato ben due anni prima, Ain't No Change è un adattamento del brano originale, totalmente strumentale intitolato Mind Exit, mentre Jupiter si basa sul brano intitolato Bliss. Devil Man venne pubblicato diversi mesi prima la pubblicazione dell'album, il 18 ottobre 2013. River parla degli afroamericani schiavizzati negli Stati Uniti.
L'album include una cover, Gypsy, canzone di Chubby Checker, il gruppo suonò questo brano diverse volte durante i concerti, venendo poco dopo inclusa definitivamente nella scaletta della band. 
L'edizione limitata dell'album include un DVD bonus dell'esibizione del gruppo al Hammer of Doom Festival del 2013.

## Tracce
1. High Class Woman – 4:28
2. Ain't No Change – 4:58
3. Jupiter – 4:06
4. Black Smoke – 5:09
5. River – 4:23
6. No Hope Left for Me – 3:53
7. Devil Man – 3:06
8. Astralplane – 4:39
9. Gypsy – 3:09
10. Little Sun – 4:50

## Critica
L'accoglienza della stampa specializzata è stata favorevole, vedendo la rivista britannica Metal Hammer nominare Blues Pills album del mese. Il critico Boris Kaiser ha sottolineato la bravura della cantante Erin Larsson e quella del giovane chitarrista Dorian Sorriaux, sottolineando la grande potenzialità del gruppo. Secondo il critico Markus Endres, il suono del primo disco del gruppo suona in modo affascinante e autentico, un eccellente album di debutto che richiama gli anni '70.
L'album ha ricevuto anche critiche negative, come ad esempio quella di Andreas Borcholte, di Spiegel Online, che definisce il lavoro dei Blues Pills come l'ennesimo tentativo di riportare fedelmente in auge modelli di 40 anni fa, di cui la musica di oggi non ha bisogno.

## Classifiche
L'album riesce a riscuotere un buon successo in Europa, piazzandosi al quarto posto in Germania, al decimo posto in Svizzera e riuscendo ad entrare nella top 100 nel Regno Unito.
| Data | Album       | Germania | Svizzera | Austria | Finlandia | Regno Unito | Belgio | Francia |
| ---- | ----------- | -------- | -------- | ------- | --------- | ----------- | ------ | ------- |
| 2014 | Blues Pills | 4        | 10       | 19      | 21        | 68          | 72     | 118     |

## Premi
I lettori della rivista tedesca Rock Hard hanno scelto Blues Pills come il quinto miglior album del 2014. Inoltre, il gruppo ha vinto la categoria Newcomer del 2014.

## Formazione
- Erin Larsson - voce (2011-presente)
- Dorian Sorriaux - chitarra solista (2011-presente)
- Zack Anderson - basso (2011-presente)
- Cory Berry - batteria (2014-presente)

### Collaboratori
- Don Alsterberg - produttore, fonico